# The Book of Taliesyn
The Book of Taliesyn is het tweede studioalbum van de Britse hardrockband Deep Purple, in hun MK1-samenstelling. Het album is opgenomen in De Lane Lea Studios in Londen.

## Tracklist
1. Listen, learn, read on – 3:59 (Blackmore/Lord/Evans)
2. Wring that neck - 5:08 (Blackmore/Lord/Simper/Paice) (op sommige versies heet dit nummer "Hard Road").
3. Kentucky woman – 4:39 (Neil Diamond)
4. Medley 6:56
  - Exposition (Blackmore/Lord/Simper/Paice)
  - We Can Work It Out (Lennon-McCartney)
5. Shield -5:59 (Lord/Blackmore/Evans)
6. Anthem – 6:25 (Lord/Evans) (strijkersgedeelte gearrangeerd door Jon Lord)
7. River deep, mountain high – 9:59 (Phil Spector/Jeff Barry/Ellie Greenwich)

## Bezetting
- Rod Evans: Zang
- Nick Simper: Basgitaar
- Ritchie Blackmore: Gitaar
- Jon Lord: keyboard, orgel
- Ian Paice: Drums, percussie
- plus een strijkerssectie

## Heruitgebracht op cd
In 2000 is een geremasterde versie uitgebracht. Deze versie heeft naast de bovenstaande tracks nog een aantal bonustracks:
1. Oh no no no – 4:35 (Russell/Leander) 
extra studio-opname
2. It's all over - 4:14 (onbekend) 
liveopname uit januari 1969
3. Hey bop a re bop (Blackmore/Evans/Lord/Paice) 3.31 
liveopname uit januari 1969, het betreft een vroege versie van The painter
4. Wring that neck – 4:42 (Blackmore/Simper/Lord/Paice) 
liveopname uit januari 1969
5. Playground - 4:29 (Blackmore/Simper/Lord/Paice) 
instrumentaal nummer, studiojamopname uit augustus 1968.

Ian Paice · Roger Glover · Ian Gillan · Steve Morse · Don Airey

Jon Lord † · Ritchie Blackmore · Rod Evans · Nick Simper · David Coverdale · Glenn Hughes · Tommy Bolin † · Joe Lynn Turner · Joe Satriani